# Licinio de la Fuente
Licinio de la Fuente y de la Fuente, né à Noez (Province de Tolède) le 7 août 1923 et mort le 26 février 2015 à Madrid, est un homme politique espagnol. Ministre du Travail de 1969 à 1975 dans les dernières années du franquisme, pendant la transition démocratique il est député au Congrès, promoteur du parti Democracia Social (« Démocratie sociale ») et l'un des  sept fondateurs de la fédération Alliance populaire (AP) en 1976.

## Biographie
Il naît le 7 août 1923 à Noez, petit village de la province de Tolède, fils d'une famille d'agriculteurs résolument conservateurs. En pleine guerre civile espagnole, la famille fuit vers la zone contrôlée par les franquistes.
Il obtient une licence en droit à l'université de Madrid et devient ensuite membre du Corps supérieur des Avocats de l'État. Il est avocat d'État à Ciudad Real (1950-1954) et à Ségovie (1954-1956) avant d'être nommé gouverneur civil de la province de Cáceres, poste qu'il occupe quatre ans. Délégué national de l'Instituto Nacional de Previsión de 1960 à 1963, il reprend brièvement ses activités d'avocat d'État, cette fois au Tribunal suprême, entre 1963 et 1965.
Après avoir été responsable du Service national des céréales et délégué national du blé, il est nommé ministre du Travail en octobre 1969. Il reste à ce poste lors des nominations successives de Carrero Blanco et Carlos Arias Navarro à la tête du gouvernement de la dictature. Il démissionne de son poste de ministre en février 1975 après le refus du gouvernement d'Arias Navarro d'adopter un nouveau décret sur les conflits collectifs visant à reconnaître le droit de grève,.
Pendant la transition démocratique espagnole, il promeut Democracia Social (« Démocratie sociale », DS), un proto-parti défendant une forme de franquisme « néophalangiste évolutionniste ». En 1976, quelques mois après la mort du général Franco, il rejoint d'autres hommes politiques unis autour de l'idée d'une réforme politique limitée pour créer la coalition Alianza Popular (AP). À travers Unión del Pueblo Español (es) (UDPE), l'une de ses composantes, il fait apparaître dans les revendications d'AP certaines demandes de « justice sociale » liées à la tradition phalangiste de « José Antonio ».
De la Fuente est élu dans les rangs d'AP au Congrès des députés pour Tolède aux élections générales de juin 1977. Le 5 juillet, il propose un amendement visant à rejeter l'officialisation de langues autres que le castillan, qu'il présente comme la « langue de la liberté », dans la future Constitution ; l'amendement est rejeté avec 283 voix contre et 26 pour,. Fin août 1977, il annonce sa sortie du groupe parlementaire et démissionne de ses fonctions dans AP, en raison de désaccords avec sa direction collégiale. Après la fin de la législature en 1979, de la Fuente quitte la politique et se tourne vers le secteur des affaires.
Il a été membre des conseils d'administration de Dragados y Construcciones, du Banco Central Hispano Hipotecario, du Banco Gallego (en), du Banco de Granada, du Banco Internacional del Comercio, d'Española del Zinc et d'Ibermutua.
Il reçoit le titre de Chevalier d'honneur décerné par la Fondation nationale Francisco Franco (FNFF) le 18 juillet 2012.
Il meurt le 26 février 2015 à Madrid.

## Œuvres
- (es) Licinio de la Fuente, Valió la pena. Memorias de Licinio de la Fuente, Madrid, EDAF, 1998[13]